# Limba britonică

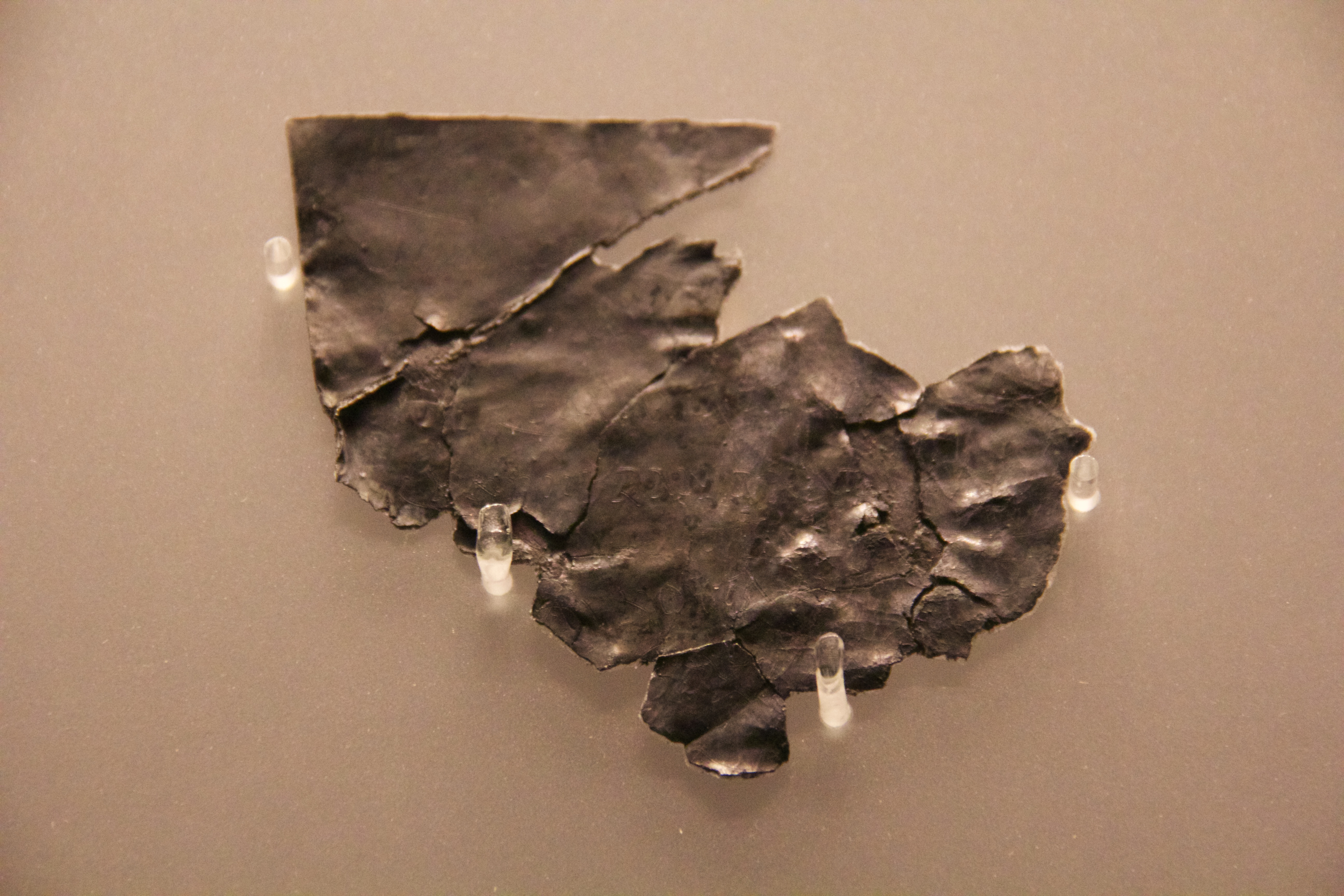
Vas de baie cu posibile cuvinte în britonă inscripționate pe el.

Limba britonică a fost o limbă celtică antică vorbită în Marea Britanie. Britonica este limba-mamă a galezei, cumbricii, cornicii și a bretonii.